# Am Kreuzberg (Nörvenich)

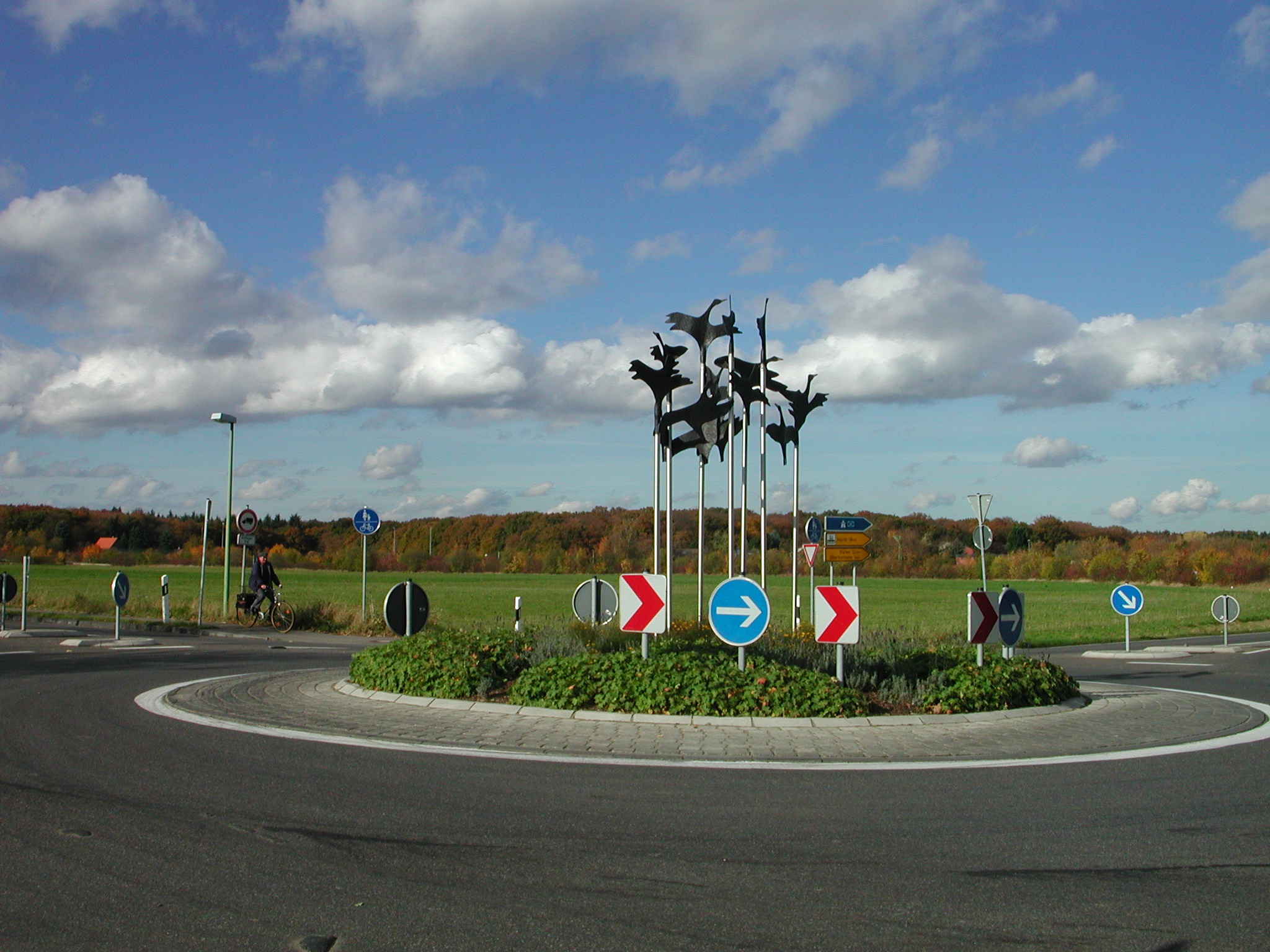
Der Kreisverkehr am Straßenende

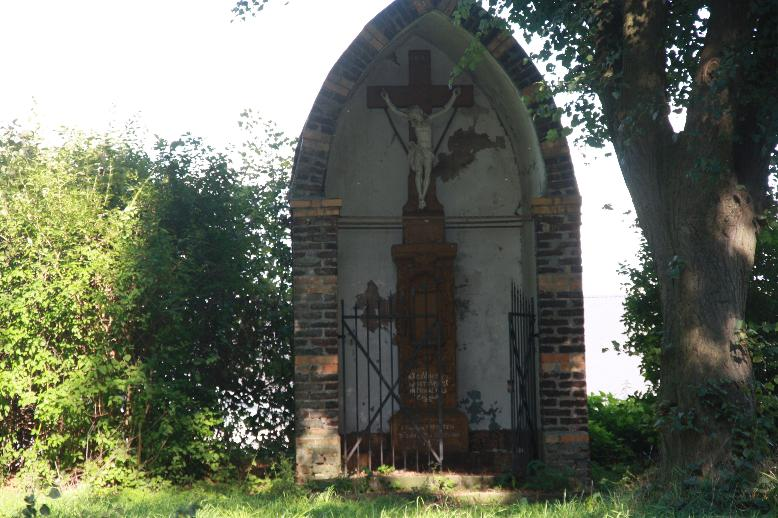
Das Heiligenhaus

Die Straße Am Kreuzberg in Nörvenich, Kreis Düren, Nordrhein-Westfalen, ist eine historische Hauptdurchgangsstraße.
Die Straße ist die Verlängerung des Straßenzuges Bahnhofstraße, Marktplatz und Burgstraße in östliche Richtung. Sie führt weiter in Richtung Pingsheim bzw. Erftstadt. 1926 wurde der Straßenkörper erstmals befestigt, und zwar mit Blausteinpflaster.
Vor 1934 hieß der genannte Straßenzug Provinzialstraße. Von 1934 bis zum Ende des Krieges hieß die Straße Hermann-Göring-Straße. In fast allen Orten gab es damals Straßen, die nach Hermann Göring oder/und Adolf Hitler benannt waren. Durch Ratsbeschluss vom 9. Dezember 1954 erfolgte die Benennung in Am Kreuzberg. Bis in die 1980er Jahre war die Straße eine klassifizierte Landesstraße mit der Nummer 263. Durch die Ortsumgehung verlor sie an Bedeutung und wurde zur Gemeindestraße abgestuft.
Die Straßenbezeichnung am Creutzberg ist bereits im Rentverzeichnis des Amtes Nörvenich aus dem Jahre 1755 verzeichnet.
Auf einer Anhöhe steht das denkmalgeschützte Heiligenhaus Am Kreuzberg. Früher handelte es sich um ein normales Flurkreuz. Es ist davon auszugehen, dass der Straßenname von diesem „Kreuz am Berg“ abgeleitet ist.
Am Ortsausgang der Straße befindet sich ein Kreisverkehr. In ihm stehen Bronzevögel, die von einer ortsansässigen Gießerei gestiftet wurden und die Ortsteile der Gemeinde symbolisieren.

## Quelle
- Straßennamen in der Gemeinde Nörvenich, herausgegeben von der Gemeinde Nörvenich, 1. Januar 1982